# 山田春
山田 春（やまだ はじめ、1915年3月5日 - 2004年8月16日）は、日本の経営者。三菱銀行頭取を務めた。愛知県出身。

## 経歴・人物
1936年に高文司法科に合格し、1937年に東京帝国大学法学部を卒業し、同年に三菱銀行に入行した。1966年11月に取締役に就任し、1970年5月に常務、1974年1月に専務を経て、同年12月に副頭取に就任し、1978年1月に頭取に昇格した。1986年6月に会長に就任し、1990年6月に相談役を経て、1998年4月に特別顧問に就任した。
全国銀行協会連合会会長も務めた。
1980年11月に藍綬褒章を受章し、1985年11月に勲一等瑞宝章を受章。
2004年8月16日心不全のために死去。89歳没。